# Intouchables
Intouchables (prt: Amigos Improváveis; bra: Intocáveis) é um filme francês de 2011, dos gêneros drama, comédia e cinebiografia, escrito e realizado por Olivier Nakache e Éric Toledano, com François Cluzet e Omar Sy nos principais papéis.
O filme aborda a relação de um multimilionário tetraplégico e do seu peculiar auxiliar de enfermagem, baseado no livro autobiográfico de Philippe Pozzo di Borgo, Le Second souffle, por sua vez inspirado em histórias reais.
Foi o filme mais visto na França em 2011 e é o mais rentável filme francês da história. O dinheiro arrecadado com a venda dos direitos de autor da adaptação do livro ao cinema, cerca de US$ 650 mil, foi doado a uma associação de ajuda a deficientes físicos.
A sua estreia em Portugal ocorreu a 29 de março de 2012, e, no Brasil, a 31 de agosto de 2012. Antes do lançamento, foi apresentado pela California Filmes no Festival Varilux de Cinema Francês.

## Sinopse
Philippe (François Cluzet), um refinado multimilionário tetraplégico francês, precisa de um auxiliar de enfermagem para o apoiar nas suas atividades rotineiras. Um senegalês radicado nos subúrbios de Paris, que não tem qualquer formação para tal se candidata para o cargo. O então contratado Driss (Omar Sy), com seus métodos nada ortodoxos faz Philippe ter prazer pela vida novamente.

## Elenco
- François Cluzet… Philippe
- Omar Sy… Driss
- Anne Le Ny… Yvonne
- Audrey Fleurot… Magalie
- Clotilde Mollet… Marcelle
- Alba Gaïa Kraghede Bellugi… Élisa
- Cyril Mendy… Adama
- Christian Ameri… Albert
- Grégoire Oestermann… Antoine
- Marie-Laure Descoureaux… Chantal
- Absa Dialou Toure… Mina
- Salimata Kamate… Fatou

### Dobragem em Portugal
Intouchables foi exibido de forma pioneira dobrado em português europeu, com as vozes de Igor Gandra, Pedro Mendonça, Joana Carvalho, Raquel Rosmaninho e Rui Oliveira.

## Recepção

### Bilheteria
Foi o filme mais visto na França em 2011, com cerca de 19,385 milhões de entradas , sendo a terceira maior bilheteira francesa da história, sendo o primeiro e segundo lugar ocupados por Titanic (1997) e Bienvenue chez les Ch'tis (2008), respectivamente. Foi, também, o segundo filme mais visto na Alemanha na sua estreia, tendo alcançado o primeiro lugar na quarta semana de exibição nesse país.
É o filme francês mais rentável da história, com uma taxa de rentabilidade de 602%.

### Crítica
Na França, o filme tem uma nota média de 3,7/5 no AlloCiné calculada a partir de 28 resenhas da imprensa. No agregador de críticas Rotten Tomatoes, que categoriza as opiniões apenas como positivas ou negativas, o filme tem um índice de aprovação de 75% calculado com base em 122 comentários dos críticos que é seguido do consenso: "Ele lida com seu assunto potencialmente espinhoso com luvas de pelúcia, mas Intouchables consegue graças ao seu elenco forte e alguma direção notavelmente sensível." Já no agregador Metacritic, com base em 31 opiniões de críticos que escrevem em maioria para a imprensa tradicional, o filme tem uma média aritmética ponderada de 57 entre 100, com a indicação de "revisões mistas ou neutras."

## Banda sonora
1. Ludovico Einaudi - "Fly" (3:20)
2. Earth, Wind & Fire - "September" (3:33)
3. Omar Sy, François Cluzet e Audrey Fleurot - "Des références..." (1:08)
4. Ludovico Einaudi - "Writing Poems" (4:09)
5. George Benson - "The Ghetto" (4:57)
6. Omar Sy e François Cluzet - "L'arbre qui chante" (1:01)
7. Terry Callier - "You're Goin' Miss Your Candyman" (7:18)
8. François Cluzet e Omar Sy - "Blind Test" (2:21)
9. Earth, Wind & Fire e The Emotions - "Boogie Wonderland" (4:45)
10. Ludovico Einaudi - "L'origine nascosta" (3:12)
11. Nina Simone - "Feeling Good" (2:53)
12. Ludovico Einaudi - "Cache-cache" (3:51)
13. Angelicum De Milan - "Vivaldi: Concerto pour 2 violons & Orchestra" (3:21)
14. Ludovico Einaudi - "Una mattina" (6:41)
15. Vib Gyor - "Red Light" (4:29)

## Prémios e nomeações
Festival Internacional de Cinema de Tóquio de 2011 (Japão)
| Categoria                               | Resultado |
| --------------------------------------- | --------- |
| Grande Prémio Sakura                    | Venceu    |
| Melhor ator - François Cluzet e Omar Sy | Venceu    |

Prix Lumières de 2012 (França)
| Categoria             | Resultado |
| --------------------- | --------- |
| Melhor ator - Omar Sy | Venceu    |

Globos de Cristal de 2012 (França)
| Categoria             | Resultado |
| --------------------- | --------- |
| Melhor filme          | Venceu    |
| Melhor ator - Omar Sy | Venceu    |

César de 2012 (França)
| Categoria                                     | Resultado |
| --------------------------------------------- | --------- |
| César de melhor filme                         | Indicado  |
| César de melhor realizador                    | Indicado  |
| César de melhor argumento original            | Indicado  |
| César de melhor ator - Omar Sy                | Venceu    |
| César de melhor ator - François Cluzet        | Indicado  |
| César de melhor atriz secundária - Anne Le Ny | Indicado  |
| César de melhor fotografia                    | Indicado  |
| César de melhor montagem                      | Indicado  |
| César de melhor som                           | Indicado  |